# Lucignano
Lucignano ist eine italienische Gemeinde mit 3416 Einwohnern (Stand 31. Dezember 2023) in der Provinz Arezzo in der Region Toskana.

## Geografie

Lage von Lucignano in der Provinz Arezzo

Die Gemeinde liegt rund 25 km südwestlich der Provinzhauptstadt Arezzo und 70 km südöstlich der Regionalhauptstadt Florenz im Zentrum des Chiana-Tals in der klimatischen Einordnung italienischer Gemeinden in der Zone E 2 248 GR/G. Obwohl im Chianatal gelegen, berührt der Chiana nicht das Gemeindegebiet. Wichtige Gewässer im Gemeindegebiet sind die Torrenti Esse (4 von 29 km im Ortsgebiet), Foenna (4 von 37 km im Ortsgebiet), Scerpella (8 von 8 km im Ortsgebiet) und Vescina (10 von 13 km im Ortsgebiet), die alle dem Flusssystem des Arno angehören.
Zu den Ortsteilen zählen Croce (281 m, ca. 270 Einwohner) und Pieve Vecchia (280 m, ca. 180 Einwohner). Als Sondereinheit gilt Lago del Calcione (362 m).
Die Nachbargemeinden sind Foiano della Chiana, Marciano della Chiana, Monte San Savino, Rapolano Terme (SI) und Sinalunga (SI).

## Geschichte
Entstanden aus den Kulturen der Villanova und der Etrusker wurde der Ort im 1. Jahrhundert v. Chr. von den Römern unter Lucius Cornelius Sulla Felix eingenommen. Lucius Licinius Lucullus gründete hier ein Römisches Militärlager und nannte den Ort von nun an zu seinen Ehren Lucinianum, wovon sich der heutige Ortsname ableitet. Hier entstand zudem der dreieckige Wehrturm Torre Sillana, an dessen Stelle sich heute die Collegiata San Michele befindet. 1014 wurde der Ort als Castrum Griffonis nune Lusignani von der Abtei Farneta dokumentiert. Im Mittelalter gehörte die Gemeinde zum Einflussbereich von Arezzo. Bei der Schlacht bei Campaldino verlor Arezzo 1289 gegen Florenz und somit auch die Herrschaft über den Ort, der danach zu Siena (1289–1325) gehörte und 1325 von Guido Tarlati eingenommen wurde. Danach gehörte der Ort zu Perugia und dem Kirchenstaat. Aus der Zeit der Perugianer stammt auch heute noch der Greif als Wappentier. 1343 erlangte der Ort die Unabhängigkeit, unterstellte sich aber bereits zehn Jahre später Florenz. 1370 gelangte der Ort erneut in Freiheit, aufgrund der drohenden Besetzung durch die Aretiner fragte man abermals in Siena um Hilfe. Nach mehreren Gebietsstreitigkeiten zwischen Florenz und Siena gelangte Lucignano 1390 endgültig zur Republik Siena, die die Stadtmauern errichtete und die Rocca Senese aufbaute. Die Seneser Regierung endete 1555 nach der Schlacht von Scannagallo im August 1554 (Battaglia di Scannagallo, auch Battaglia di Marciano genannt) wenige Kilometer östlich von Lucignano. Hierbei besiegte die Republik Florenz unter Gian Giacomo Medici die Republik Siena unter Piero Strozzi.

## Sehenswürdigkeiten

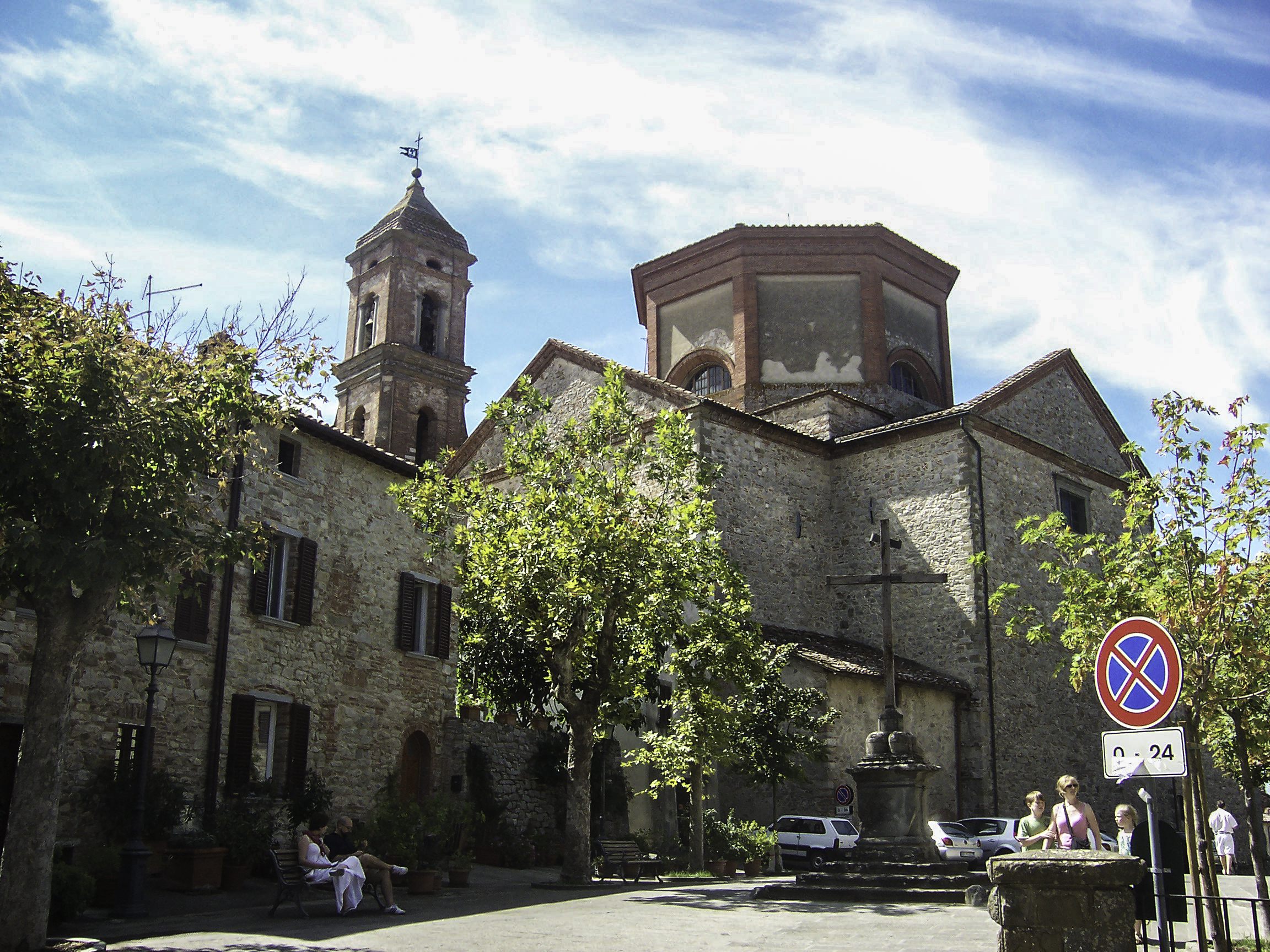
Die Collegiata di San Michele Arcangelo mit Campanile

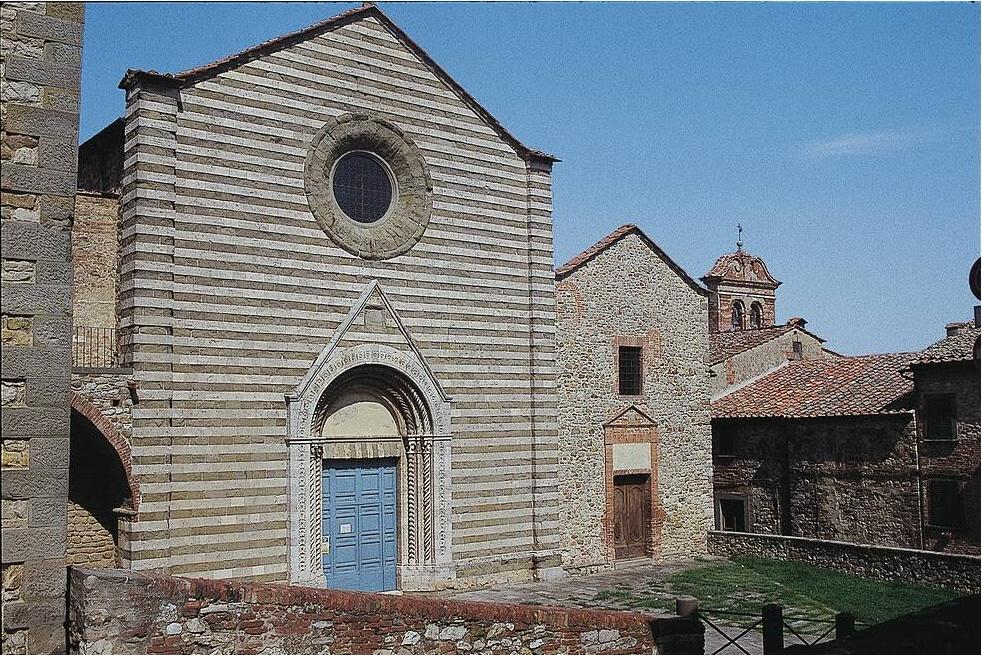
Kirche des San Francesco (links), in der Mitte das ehemalige Oratorio della Compagnia del Corpus Domini, rechts der Campanile der Chiesa della Misericordia (Santissima Annunziata)

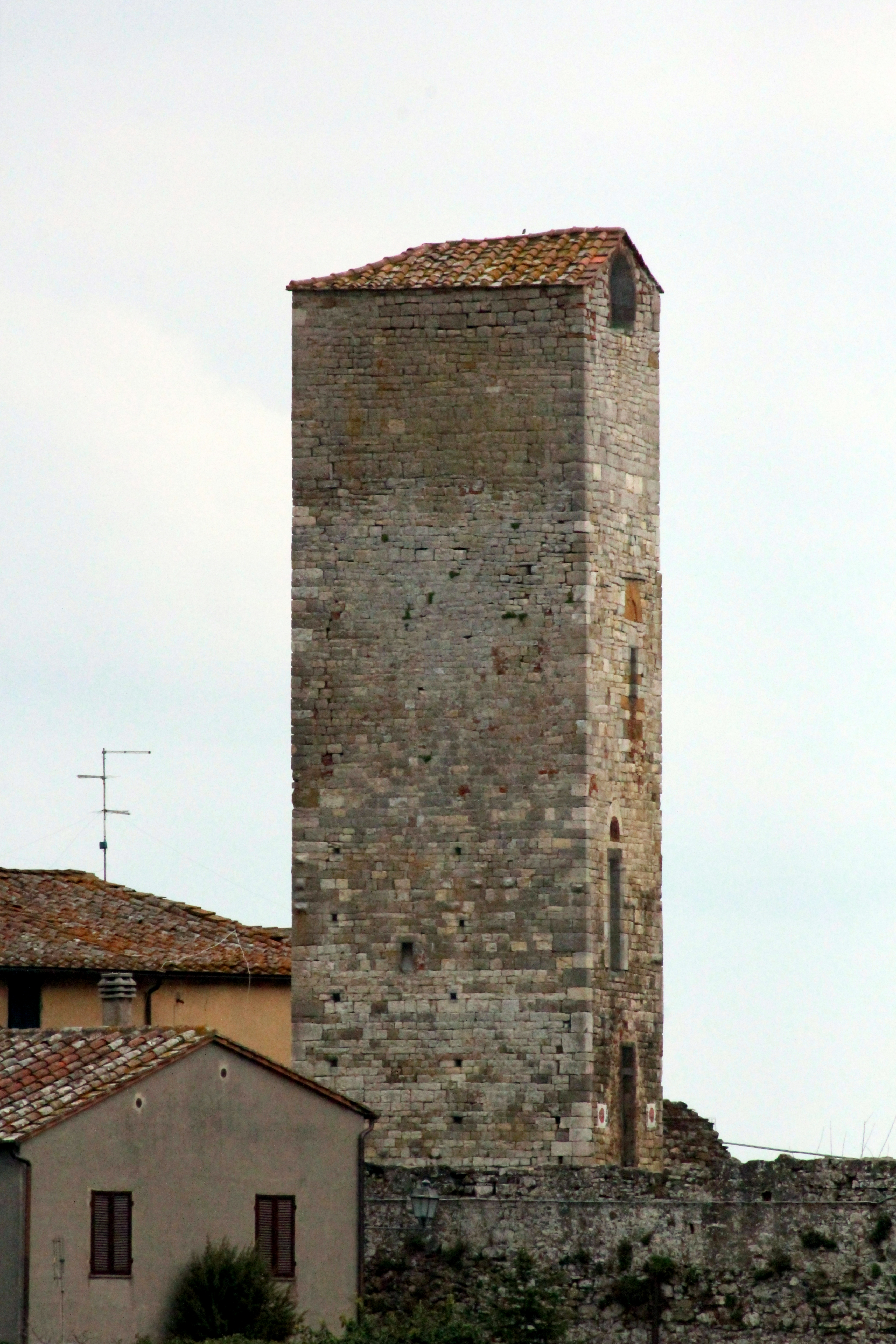
Der Turm Torre delle Monache

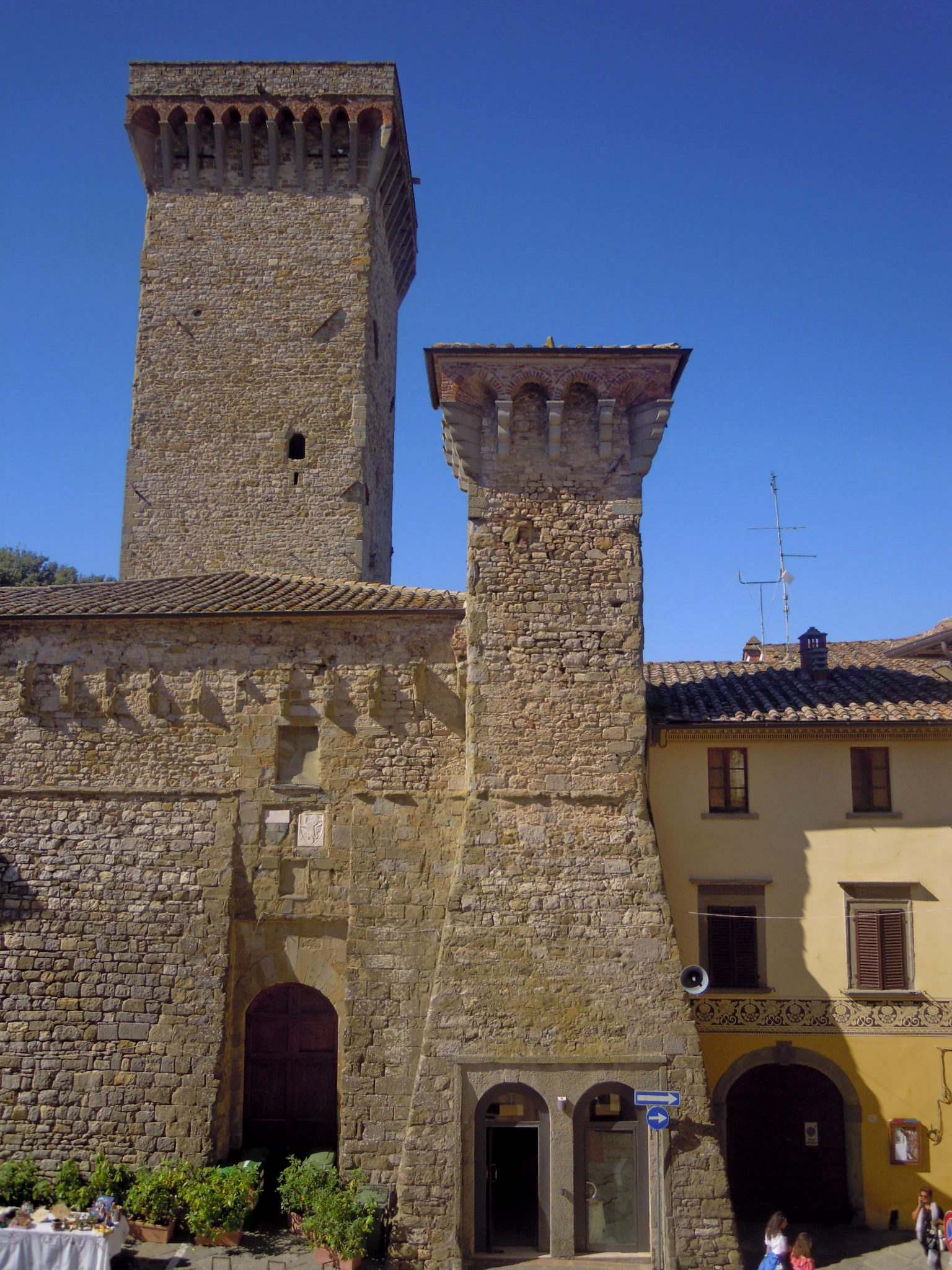
Die Rocca Senese mit den Türmen Mastio (links) und Torrino (rechts)

- Collegiata di San Michele Arcangelo, Stiftskirche im Ortskern, die am Ende des 14. Jahrhunderts über einer älteren Kirche entstand. Ursprünglich stand an dieser Stelle der Wehrturm Torre Sillana.[9] Wurde im 15. Jahrhundert zur Stiftskirche und Pieve erhoben und ab 1593 wesentlich erneuert. Der Campanile und die Treppen vor der Kirche werden dem Andrea Pozzi zugeschrieben. In den Innenräumen befinden sich die Werke:[11]
  - Visitazione a Santa Elisabetta (1631, Matteo Rosselli)
  - Transito di San Giuseppe (um 1669, Onorio Marinari)
  - Martirio di Santa Lucia (1665, Leinwandgemälde von Giacinto Gimignani)
  - San Carlo visita gli appestati (1661, ebenfalls von Giacinto Gimignani)
- Chiesa di San Francesco, Kirche und ehemaliger Konvent im Ortskern, entstanden im 13. Jahrhundert. Hier wurde 1289 die Unterwerfung Lucignanos an Siena unterzeichnet. Das Eingangsportal ist aus Travertino, im Innenraum befinden sich mehrere Werke des Bartolo di Fredi, darunter das Fresko Trionfo della morte aus dem Jahr 1380.[11]
- Oratorio della Compagnia del Corpus Domini, rechtsseitig der Chiesa San Francesco liegendes ehemaliges Oratorium. Entstand 1446.[11]
- Torre delle Monache, hinter der Chiesa San Francesco in der Via Castellaccia stehender ehemaliger Wehrturm. Der Name entstammt einem damals nahegelegenem Frauenkloster[13]
- Chiesa di San Giuseppe, Kirche im Ortskern aus dem Jahr 1470.[11]
- Chiesa della Misericordia, früher auch Chiesa della Santissima Annunziata genannt, Kirche im Ortskern in der Via San Giuseppe. Entstand im 15. Jahrhundert und enthält von Onorio Marinari das Werk Annunciazione (1699 datiert). Von Alessandro Gherardini stammt das Werk Assunzione della Vergine (Leinwandgemälde aus dem Jahr 1699).[11]
- Chiesa del Crocifisso, Kirche im Ortskern am Corso delle Monache.[14]
- Museo Comunale, 1924 gegründetes Stadtmuseum mit vier Sälen im Erdgeschoss des ehemaligen Palazzo Pretorio (wahrscheinlich im 13. Jahrhundert entstanden), heutiger Palazzo Comunale (Rathaus), mit Werken von:
  - Taddeo di Bartolo: Freskenzyklus im Sala delle Udienze, von 1408 bis 1414 ausgeführt.[9]
  - Bartolo di Fredi: Madonna in Trono con Bambino tra San Giovanni Battista e San Giovanni Evangelista, Triptychon, ca. 1380/1390 entstanden. Stammt aus der Cappella di San Pietro der Kirche San Francesco in Montalcino (hier bis 1628). Das Originalgemälde bestand aus fünf Teilen, von denen die äußeren (Santa Lucia und Santa Petronilla) verloren gingen. Kam 1910 in den Besitz der Familie Angeli aus Lucignano und wurde 1923 an das Museum gestiftet.[9]
  - Pietro di Giovanni D’Ambrogio: San Bernardino da Siena, 1448 entstanden.[9]
  - Sebastiano Folli: Annunciazione[15]
  - Niccolò di Segna: Madonna in Trono col Bambino e Donatrice orante, Tafelgemälde, ca. 1330/1340 entstanden. Am unteren Rand wird die Auftraggeberin des Werkes ausdrücklich erwähnt: Monna Muccia moglie che fu di Guerrino Ciantari. Das Werk stammt aus der Cappella della Santissima Concezione der Kirche San Francesco.[9]
  - Luca Signorelli: San Francesco riceve le stimmate, Lünette, um 1510/1512 entstanden, stammt aus der Kirche San Francesco.[9]
  - Luca Signorelli: Madonna col Bambino, Tafelgemälde, das um 1490 entstand. Enthält am unteren Rand die Inschrift Verbo caro factum est et abitavit nobis und entstammt der Kirche San Francesco.[9]
  - Unbekannter seneser/aretiner Künstler: Crocifissione, Tafelgemälde, ca. 1280/1290 entstanden, ältestes Gemälde im Museum.[9]
  - Lippo Vanni: Madonna in Trono col Bambino tra San Giovanni Battista e San Pietro, Tafelgemälde, ca. 1360/1370 entstanden. Wurde 1979 aus dem Museum gestohlen und 1988 wiedergefunden.[9]
  - Albero d’oro (Goldbaum), auch Albero della Vita (Lebensbaum), Albero di Lucignano oder Albero dell’amore (Baum der Liebe) genannt. Reliquienhalter, der bis 1810 in der Kirche San Francesco stand. Hier wurde er in einem Schrank aufbewahrt, der von Luca Signorelli 1482 dekoriert wurde. Diese Dekoration findet in Giorgio Vasaris Buch Le vite dei più eccellenti architetti, pittori et scultori italiani Erwähnung. Das 2,60 Meter hohe Kunstwerk mit einer Breite von ca. 1 Meter gehört zu den bekanntesten Werken des Museums. Begonnen wurde das Werk der Inschrift zufolge 1350, fertig gestellt wurde es erst 121 Jahre später durch den seneser Goldschmied Gabriele di Antonio. Es wurde am 28. September 1914 gestohlen und im November 1917 in einer Grotte nahe Sarteano wiedergefunden.[9]
- Rocca Senese, auch Cassero Senese genannt, Burg innerhalb der Stadtmauern nahe dem Haupttor Porta San Giusto. Entstand von 1390 bis 1392 durch den Seneser Architekten Bartolo Bartoli. Besitzt zwei Wehrtürme, wobei der größere Mastio (Hauptturm) und der kleinere Torrino (Türmchen) genannt werden. Trägt noch heute das Seneser Wappen (Balzana).[10]
- Historische Stadtmauer, 1289 begonnen, 1371 wesentlich erweitert und 1487 verstärkt, heute noch fast vollständig vorhanden. Die ringförmige Mauer hat vier Stadttore:[10]
  - Porta San Giusto, südwestliches Tor und Haupttor, das mit drei Bögen und einem Fallgatter ausgestattet ist.
  - Porta San Giovanni, östliches Tor, auch Porta dei Cappuccini oder del Filaio genannt.
  - Porta Murata, nordwestliches Tor, war lange Zeit zugemauert und ist heute für Fußgänger geöffnet.
  - Porta Sant’Angelo, südöstliches Tor, war auch lange Zeit zugemauert und ist heute ebenfalls für Fußgänger geöffnet.
- Fortezza Medicea, Festung kurz westlich des Ortskerns. Bereits von Siena geplante Festung, die nach der Eroberung von Lucignano durch Florenz von Bernardo Puccini gebaut wurde. Besteht aus zwei außenliegenden Bastionen, die Richtung Westen führen. Die nördliche heißt Bastione del Calcione, die südliche Bastione della Purità. Der geplante Hauptteil der Festung sowie die Verbindungsmauern zu der Stadtmauer wurden nicht fertiggestellt. Die Arbeiten an der Befestigungsanlage wurden im November 1558 eingestellt.[10]
- Chiesa di San Biagio, auch Pieve Vecchia genannt, Kirche an der Straße nach Foiano della Chiana. War die alte Pieve von Lucignano und wurde später erneuert.[11]
- Santuario di Santa Maria della Querce, Sanktuarium aus dem 15. Jahrhundert ca. 1 km außerhalb der Stadtmauern. Die Erweiterung erfolgte 1564 unter Giorgio Vasari. Enthält das 1625 von Matteo Rosselli erschaffene Leinwandgemälde I santi Benedetto, Apollonia e Caterina da Siena.[11]
- Castello di Calcione, bereits im 10. Jahrhundert bekanntes Kastell der Mönche von Sant’Eugenio[16] aus Costafabbri bei Siena. Gehörte später den Tolomei aus Siena, die im 14. Jahrhundert die Villa errichteten.[17]
- Chiesa di San Pietro, Kirche der Burg Castello Calcione.[17]
- Diga del Calcione (auch Invaso di/del Calcione), Staudamm nahe dem Ortsteil Calcione, der zum Teil auch zu Rapolano Terme gehört und den Torrente Foenna staut. Die Anlage wurde 1971 gebaut und wird von der Enel betrieben. Der Stausee ist 5 km lang und ca. 500 m breit.[18]

## Regelmäßige Veranstaltungen
- Maggiolata, Umzug mit Blumenwagen im Mai (italienisch: Maggio), die von den vier Contraden gestaltet werden. Die vier Contraden sind Porta San Giusto (Schwarz-Weiße Farben), Porta San Giovanni (Gelb-Grüne Farben), Porta Murata (Rot-Blaue Farben) und Via Dell’Amore (Gelb-Rote Farben). Letztere Contrada nimmt hier den Platz des Stadttores Porta Sant’Angelo ein und stammt aus der Gegend um die Straße Via Giacomo Matteotti (früher Via dell’Amore). Die Veranstaltung fand 2016 zum 79. Mal statt.[19]

## Auszeichnungen
- Lucignano ist Träger der Bandiera Arancione des TCI, ein Qualitätssiegel im Bereich Tourismus[20]

## Wirtschaft und Verkehr
Die A1 (Teil der Autostrada del Sole) führt durch das Gemeindegebiet. Die nächstgelegenen Anschlussstellen sind Val di Chiana / Bettolle ca. 7 km südlich oder Monte San Savino (ca. 7 km nördlich).
Der Bahnhof Lucignano liegt 3 km nordöstlich an der Bahnstrecke Arezzo–Sinalunga. Dort befindet sich auch der Eisenbahnhersteller SVI S.p.a.

## Söhne und Töchter der Gemeinde
- Antonio Salvi (1664–1724), Librettist
- Giuseppe Rigutini (1829–1903), Altphilologe, Romanist, Italianist, Germanist und Lexikograf

## Film
- Die Liebesfälscher, hauptsächlich in Lucignano und Umgebung gedrehter Film (2010).